# Buća

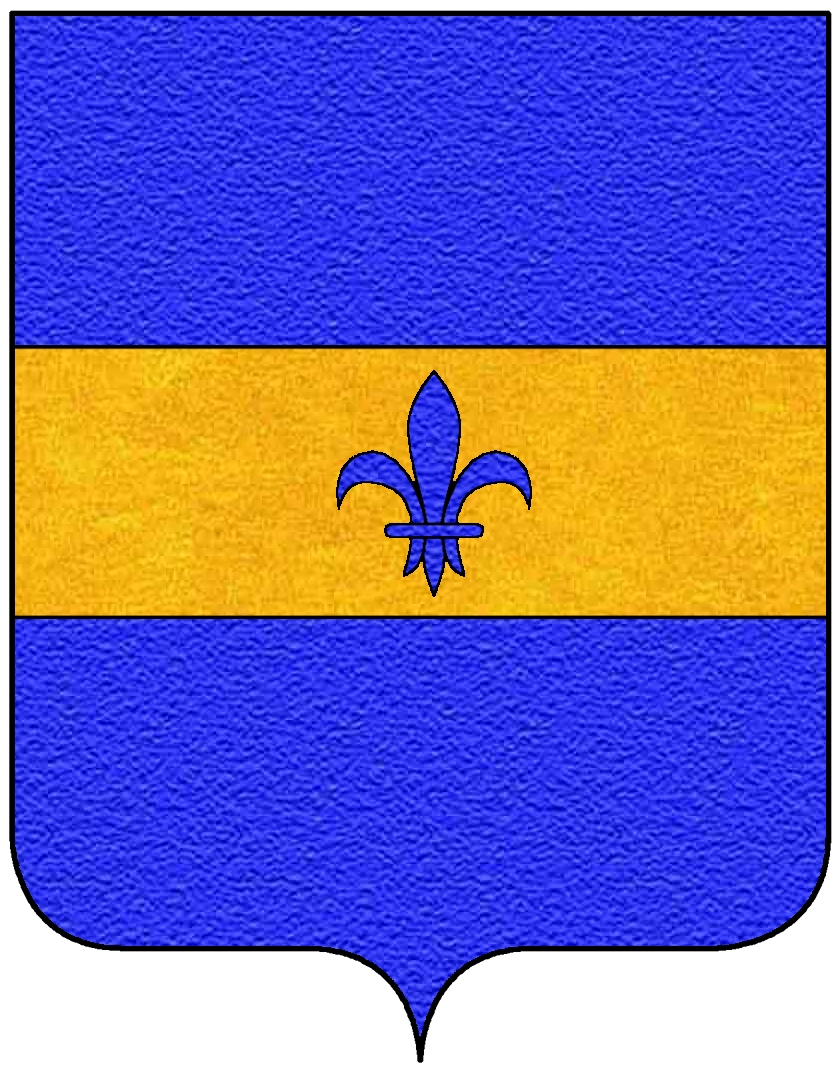
Herb rodowy

Buća (także Buchia, Bučić) – dalmatyński ród szlachecki, w szczególności związany z Dubrownikiem i Kotorem.
Wyróżnia się jego trzy główne gałęzie: dubrownicką, kotorską i szybenicką. Ich przedstawiciele pełnili istotne funkcje urzędnicze, religijne (Vicko, biskup Kotoru w latach 1622–1656), dyplomatyczne (m.in. na dworach bośniackich i serbskich). Ich członkami byli również artyści (poeta Eugen). Do 1578 roku Bućowie byli kurierami poczty weneckiej do Konstantynopola. W trakcie V wojny austriacko-tureckiej organizowali antyosmański ruch oporu w Czarnogórze i Hercegowinie.